# 台灣水泥高雄廠
台灣水泥高雄廠是台灣水泥位在臺灣高雄市鼓山區壽山附近的廠房，亦稱「台泥鼓山廠」，前身是日本淺野水泥株式會社（浅野セメント株式会社）的高雄工場，為臺灣首座現代化的大型水泥廠。該工廠於1917年開始生產，二次大戰後該工廠在1946年4月與其他臺灣的水泥工廠一同被水泥監理委員會接收，同年5月設立台灣水泥公司後成為其廠房；但在1992年11月27日高雄廠因礦權到期而停止開採壽山的石灰岩，1994年7月時停窯不再生產水泥，大部分的廠區已停止運作。2019年，「原淺野水泥台灣工場紅磚倉庫及石灰窯」被登錄為歷史建築。

## 沿革

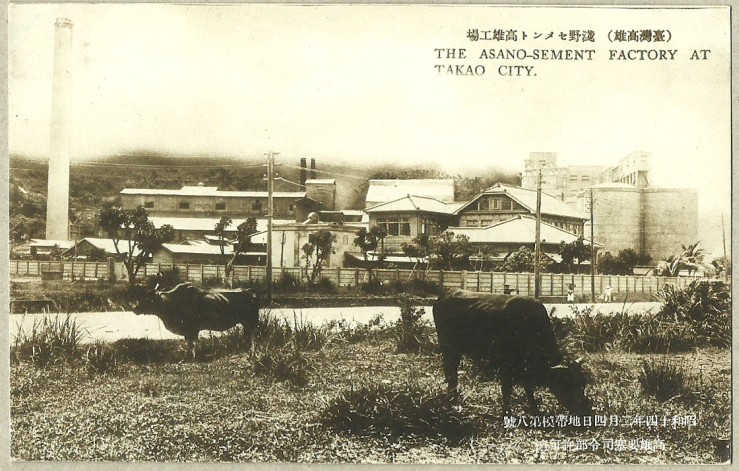
淺野水泥高雄工場

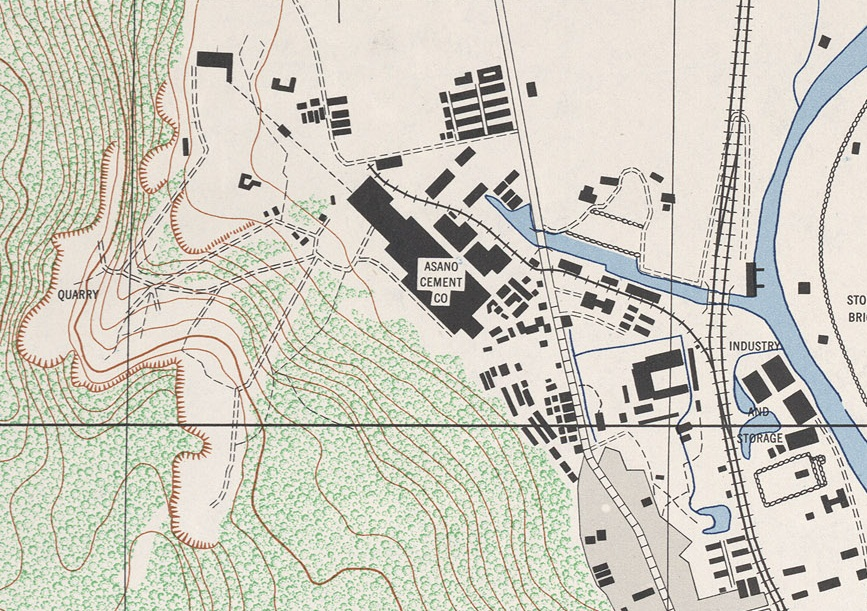
美軍地圖上的淺野水泥株式會社高雄工場

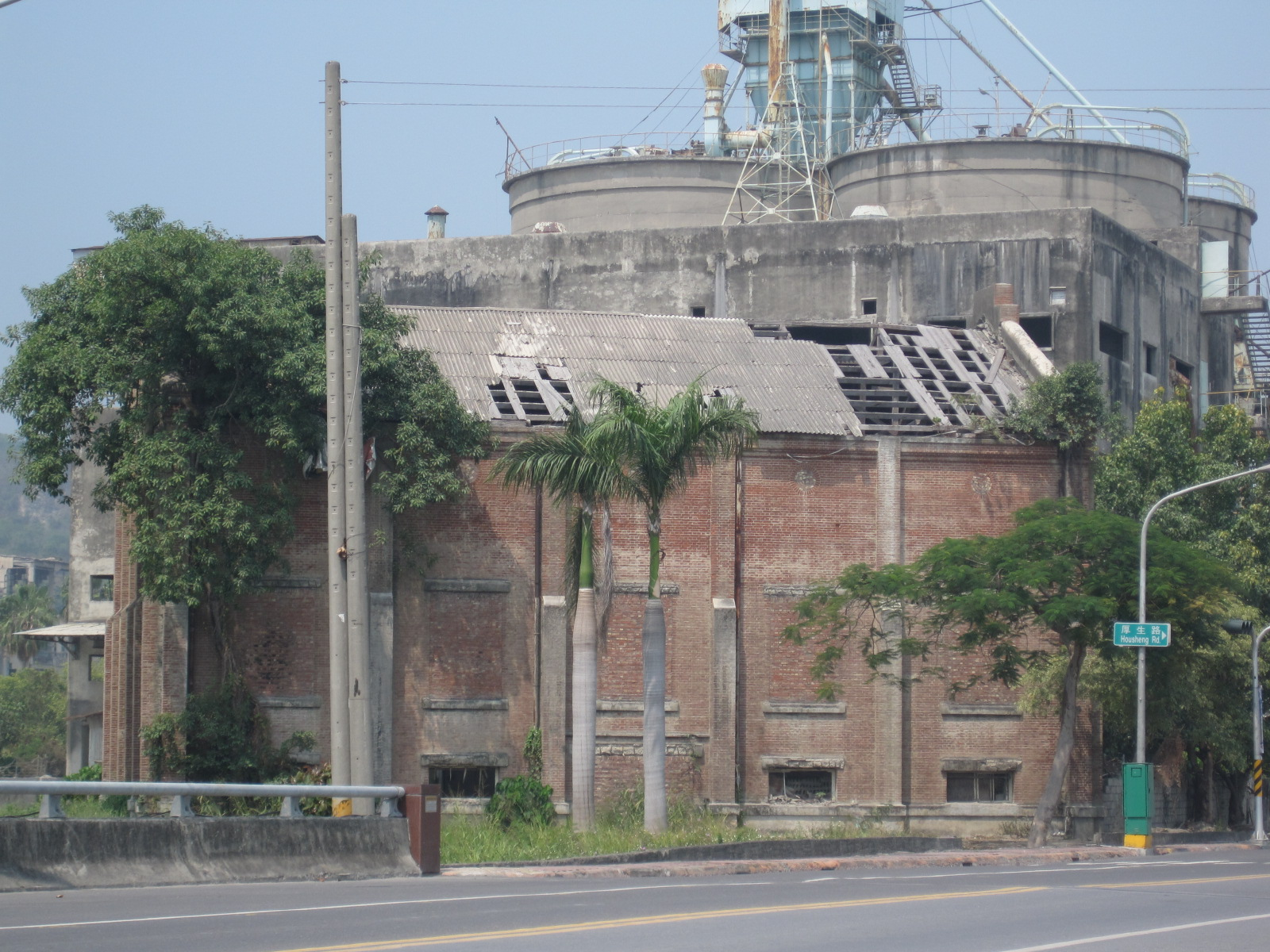
台灣水泥高雄廠的紅磚倉庫

台泥高雄廠前身是淺野水泥株式會社高雄工場。在該廠成立之前，臺灣各項工程所需的水泥均從日本本土進口；後來因日本生產的水泥不足以供應臺灣市場，淺野水泥株式會社遂有在臺設廠的打算。而經過調查之後，著眼於原料與交通區位而在大正二年（1913年）獲准在臺南廳興隆內里佔地190公頃的官有打狗山原野（柴山中段）開採石灰石，之後又在大正四年（1915年）興建廠房，於大正六年（1917）完工。該廠除供應臺灣本土的需要外，也響應日本南進政策供應「南支、南洋」的需求。
二次大戰期間，高雄工場受到盟軍重創，之後該廠區與臺灣其他的水泥工廠在民國三十五年（1946年）4月先後被由行政院資源委員會（資委會）與臺灣省行政長官公署工礦處合組的「水泥監理委員會」接管，之後在該年5月成立了由原四川水泥負責人徐宗涑擔任總經理的台灣水泥，台灣水泥在資委會與台灣省政府共同管理下接受聯合國善後救濟總署、美援與加拿大貸款的資助來修復生產設施。民國四十三年（1954年）11月11日，在耕者有其田政策下，台灣水泥民營化至今。而台灣水泥高雄廠的廠房是原淺野水泥株式會社高雄工場的宿舍區擴建而成，淺野水泥株式會社高雄工場廠房則位於今天台灣水泥的位置。
改為民營後，由於臺灣經濟成長等因素，水泥生產供不應求，台灣水泥後來逐漸進行多角化經營，發展成台泥企業集團。然而由於台灣水泥高雄廠的礦權在民國八十一年（1992年）11月27日到期，再加上水泥產業東移政策的影響，台灣水泥高雄廠停止採礦，並於八十三年（1994年）7月停窯不再生產水泥。而在高雄廠礦權到期時，柴山自然公園促進會、臺灣醫界聯盟基金會、衛武營都會公園促進會、臺灣環境保護聯盟等民間團體曾聯合向高雄市政府提出不可通過台泥將礦區內自有的100公頃土地變更為商業區興建遊樂設施的計畫，以恢復山林舊貌。而在民國八十二年（1993年）時，柴山自然公園促進會與高雄市野鳥學會（高雄鳥會）曾直接向台泥總經理辜成允對於礦區綠化與邊坡客土回填等處提出建議，並提出壽山礦區植生樹種20種與46種本土性先驅樹種供台泥照辦。
2001年11月22日，台泥重新提出包含零星工業區共34.74公頃、9,146人的住商開發案，高雄市政府有條件通過環境影響評估，並要求台泥於等高線5公尺以上禁止開發，住宅及商業區開發面積減半；但此一結果再次引起環保團體的抗議，台泥柴山開發案也因此再度被凍結。

## 廠區
高雄廠的廠區可以分為壽山山麓的原料開採區、生料製備區、熟料燒成區、水泥研磨區、包裝運送區與廠房辦公區六大區。原料區還有一些採礦平臺等設施，生料製備區主要殘留生料圓庫槽與廠房結構殘軀，熟料燒成區的主要設施是旋窯，現只餘一座，另外還有熟料圓庫等廠房設施殘留，而水泥研磨區則保有數座水泥磨與輸送管線。
包裝輸送區位在鼓山三路旁，主要有日治時期的紅磚紙袋倉庫、水泥圓庫與包裝廠房，至於廠房辦公區則在馬路對面，與鼓山車站比鄰，內部有辦公區與員工福利中心，以及水泥製品測試的廠房。